# Dân vi quý
Dân vi quý là một khẩu hiệu của Việt Nam từ năm 1949 đến năm 1955 vào thời Quốc gia Việt Nam.